# Robert Fruin (historicus)
Robert Jacobus Fruin (Rotterdam, 14 november 1823 - Leiden, 29 januari 1899) was een Nederlands historicus. De rechtsgeleerde Jacobus Anthonie Fruin was een broer van hem.

## Biografie
Robert Fruin was de eerste in het land die geschiedenis als wetenschap beoefende. Veel studie maakte hij van het werk van Leopold von Ranke en hij kan als diens leerling gelden.
In 1842 begon hij met een studie klassieke filologie. Hij promoveerde in 1847 en werd leraar aardrijkskunde en geschiedenis aan het Stedelijk Gymnasium in Leiden. Fruin bekleedde als eerste de leerstoel vaderlandse geschiedenis - dat wil zeggen Nederlandse geschiedenis - aan de Rijksuniversiteit Leiden, van 1860 tot 1894. Hij aanvaardde zijn ambt met een rede De onpartijdigheid van den geschiedschrijver.
Fruin streefde ernaar om van verhalende geschiedenis naar meer analyserende geschiedenis te komen. Ook had hij oog voor het belang van het detail in de historische gebeurtenissen. Zijn visie op de geschiedenis draagt het stempel van het Thorbeckiaanse liberalisme. Hierdoor kwam hij onder meer in conflict met de antirevolutionair Groen van Prinsterer, die hij goed kende. Zijn benadering van de 17e eeuw was evenwel nationalistisch. De Republiek der Zeven Verenigde Nederlanden was een bijzonder geval in de Europese geschiedenis. Zijn ongenuanceerde visie op Lieuwe van Aitzema is jarenlang bepalend geweest. Izaak Gosses was zijn leerling in het laatste jaar voor zijn emeritaat.

## Tien jaren
Fruin laat in het boek Tien Jaren, geschreven voor zijn leerlingen op het gymnasium, zien hoe de Nederlandse Opstand zich ontwikkelde van vrijwel hopeloos in 1588 tot vrijwel gewonnen in 1598. Deels is deze ontwikkeling toe te schrijven aan internationale factoren zoals de in die periode hernieuwde Hugenotenoorlog tussen Frankrijk en Spanje, deels echter ook aan de politieke bekwaamheid van Johan van Oldenbarnevelt en de militaire bekwaamheid van Maurits van Nassau. In de meest kritieke fase van de Tachtigjarige Oorlog beschikten de opstandige gewesten over uitstekende leiders die de overwinning op Spanje naderbij hebben gebracht.

## Publicaties
- Tien jaren uit den Tachtigjarigen Oorlog, 1588-1598 / door R. Fruin. Gedigitaliseerde versie van de 5e uitg.: 's-Gravenhage : Nijhoff, 1899.
- Het voorspel van den Tachtigjarigen Oorlog (1859)
- Verspreide geschriften (elf delen detailstudies)

- Bibliothèque nationale de France: cb106675564 (data)
- Biografisch Portaal: 86952407
- Digitale Bibliotheek voor de Nederlandse Letteren: frui001
- Gemeinsame Normdatei: 119015587
- International Standard Name Identifier: 0000 0000 6128 2196
- Library of Congress Control Number: n87112310
- Nationale Bibliotheek van Tsjechië: jo2018987053
- Nationale Bibliotheek van Israël: 987007272262105171
- Nederlandse Thesaurus van Auteursnamen: 068345666
- Système universitaire de documentation: 085740780
- Trove: 1488554
- Virtual International Authority File: 40179212
- WorldCat: E39PBJg4qGvFTtJYyw9M7M8pyd